# Ellas en Escena

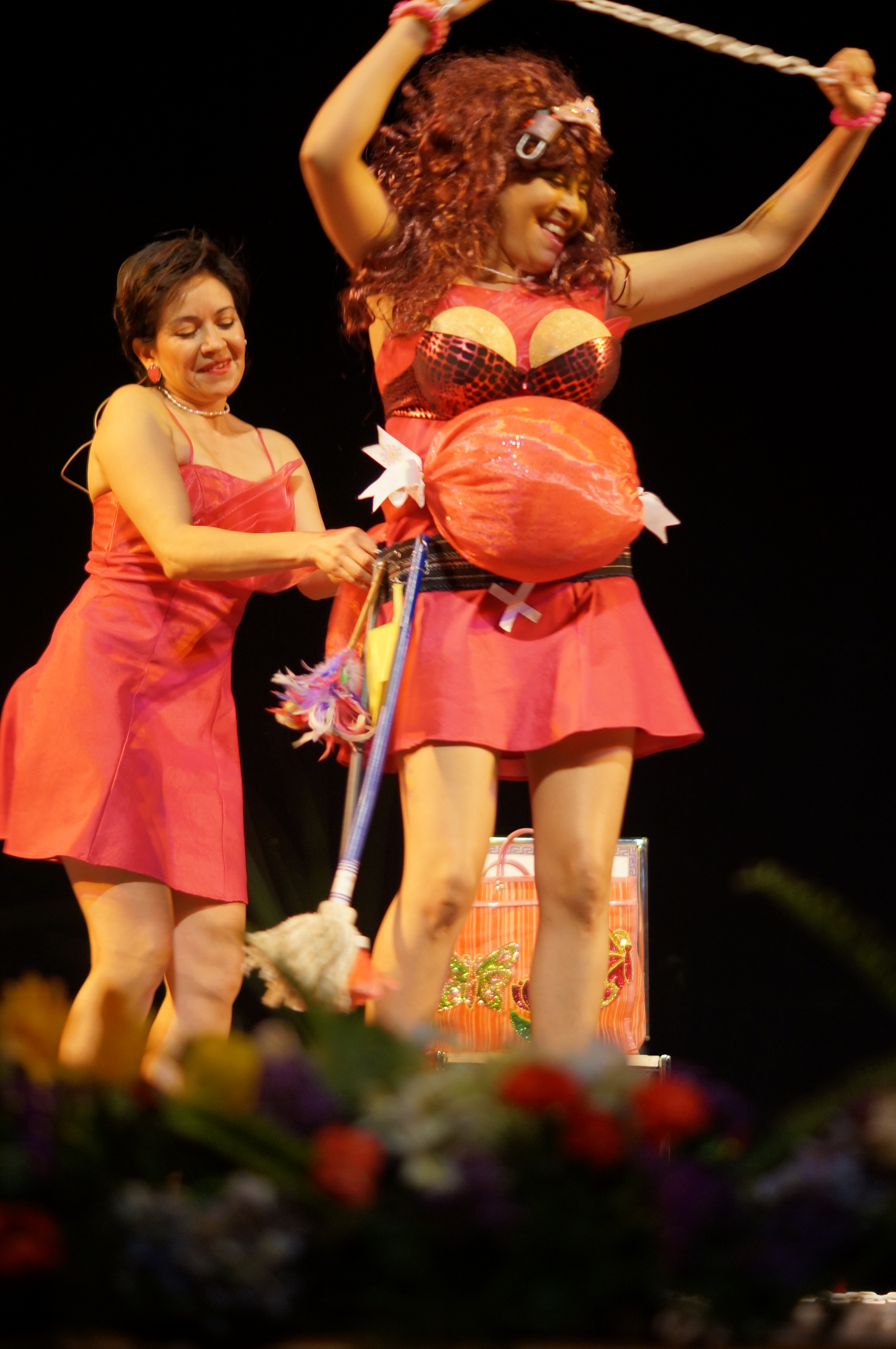
Ellas en Escena.

ELLAS EN ESCENA / Teatro con visión de género. Es una compañía independiente, sus obras son itinerantes, orientadas a incidir en temas sociales. Ellas en Escena también realizan talleres, pláticas informativas y de retroalimentación; y dan conferencias sobre teatro y temas de género.

## Historia
Compañía independiente que tiene sus orígenes en 2010, cuando Carmen Trejo escribió y dirigió 2 puestas en escena para presentarse al interior de las estaciones del Metro. 
En 2012 se constituyó como Asociación Civil con fines no lucrativos, con el objetivo de generar la reflexión colectiva para contribuir a la transformación social, a través del teatro. Estableciendo dos ejes de trabajo permanente: autogestión y derechos humanos.
Desde su origen, la Compañía ha desarrollado un modelo de autogestión, mediante el cual sus integrantes crean puestas en escena itinerantes, a partir de investigar de temas sociales y las presentan a grupos de estudiantes, docentes, personal de empresas, de instituciones y a la población en general, en foros o en espacios al aire libre.
Desde 2014 Ellas en Escena colaboran con diversos proyectos académicos con el Centro de Estudios Interdisciplinarios de Género (CEIG) de la Universidad Autónoma de la Ciudad de México (UACM).

## Fundadoras
- Carmen Trejo, actriz, dramaturga, Directora y Fundadora de Ellas en Escena. Estudió la Licenciatura en Actuación en La Casa del Teatro AC. y Relaciones Internacionales en la Universidad Nacional Autónoma de México. Cursó el X Diplomado en Violencia Familiar y Derechos Humanos en el Instituto de Investigaciones Jurídicas de la Universidad Nacional Autónoma de México. En 2016, fue becaria del Programa Intérpretes del Fondo Nacional para la Cultura y las Artes. Ha desarrollado un concepto escénico itinerante, fuertemente influenciado por el Teatro épico de Bertolt Brecht. Ha participado en foros nacionales,[2] exponiendo cómo el teatro puede ser una herramienta que contribuye a la transformación social.

- Stephanie Siliceo, Licenciada en Administración Industrial, por el Instituto Politécnico Nacional. Es Subdirectora y Cofundadora de Ellas en Escena. De 2002 a la actualidad, su trayectoria se distingue por el dominio de temas relacionados con la administración, la calidad y la mejora continua. Su formación en comunicación incluyente, liderazgo con perspectiva de género y sensibilización sobre violencia contra las mujeres; responsabilidad social y cumplimiento de la Norma Mexicana para la Igualdad Laboral entre Mujeres y Hombres, ha dado forma y contenido a todas las actividades que realiza la Compañía.

## Obras
- Las obras escritas y dirigidas por Carmen Trejo son:
- 2010 – 41 Años de viaje subterráneo.[3] Monólogo en el que se cuenta la historia del metro de la Ciudad de México.
- 2010 – Pastorela subterránea, el niño nació en Portales. Para promover la sana convivencia en el metro.
- 2011 -  Anatomía del Amor. Promueve el amor libre de violencia.
- 2012 -  Lupita en el país de sus sueños. Monólogo que lúdicamente visibiliza el hostigamiento y el acoso sexual en el ámbito laboral.
- 2013 ¿Qué veo cuando me veo? Orientada a crear conciencia para prevenir la violencia contra las mujeres.[4] El texto fue revisado por Alicia Elena Pérez Duarte y Noroña Presentaciones de ¿Qué veo cuando me veo?  2015

- Día Internacional de la Mujer, coordinado por el Ayuntamiento de Comalcalco, TAB. Plaza Central Benito Juárez.
- Día Internacional de las Mujeres, coordinado por el Instituto Municipal de la Mujer y el Ayuntamiento de Mineral de la Reforma, HGO.  Salón de eventos Bellagio.
- #DíaNaranja, convocado por la Universidad Autónoma de Guerrero. Auditorio Estatal “Sentimientos de la Nación”. 2014
- En el marco de la campaña “Alto a la violencia”, del Sistema DIF del Estado de Hidalgo. Auditorio “Ciudad Azul”, Tula de Allende.
- Día Internacional de la Mujer, coordinado por el Sistema DIF y las Secretarías de Educación de Pública; de Gobierno y de Desarrollo Social del Estado de Hidalgo. Auditorio Gota de Plata.[5]  2013
- A manera de conferencia magistral, la obra se estrenó en el Primer congreso internacional “Mejores prácticas para erradicar la violencia contra las mujeres”, coordinado por la Universidad Nacional Autónoma de México y el Consejo Nacional de Ciencia y Tecnología. Hotel del DF.
- En el marco del 2.º Taller para la formación de Líderes en Equidad de Género y No violencia contra la Mujer, coordinado por la Universidad Michoacana de San Nicolás de Hidalgo y el CONACyT. Auditorio el CIAC de esa Universidad. Morelia, MICH.
- Día Internacional para erradicar la violencia contra las mujeres, coordinado por el Instituto Sudcaliforniano de la Mujer. “Teatro de la Ciudad”, La Paz, BCS.

## Reconocimientos
- Mención especial otorgada por la Comisión de Derechos Humanos del Distrito Federal, “Banco de Buenas Prácticas Hermanas Mirabal contra la violencia hacia las Mujeres”, por el proyecto “Creando conciencia para desnaturalizar la violencia contra las mujeres, a través del teatro”, 25 de noviembre de 2015.[6]
- De la Universidad Autónoma de Guerrero y el Gobierno del Estado de Guerrero, por actuación en el marco del #DíaNaranja. 25 de marzo de 2015.[7]
- Del Ayuntamiento de Comalcalco, TAB por valiosa participación en el evento conmemorativo del Día Internacional de la Mujer. 8 de marzo de 2015.[8]
- Del Instituto Municipal de la Mujer y el Ayuntamiento de Mineral de la Reforma, HGO.  Por participación en la Conmemoración del Día Internacional de la Mujer, marzo de 2015.[9]
- De la Universidad Autónoma de San Luis Potosí, por la presentación de la obra en la 14.ª. Semana del Derecho “Ponciano Arriaga”, 8 de noviembre de 2103.